# المدرسة المسعودية (بغداد)
المدرسة المسعودية مدرسة تاريخية يعود تأسيسها إلى عهد المغول في بغداد.  تُنسب إلى خواجة مسعود بن سديد الدولة، وهو من أكابر المدينة، وكان يهوديّا ثم أسلم. وقد عمّر ابنه مسعود الشافعي هذه المدرسة، وجعلها وقفًا على المذاهب الأربعة على صفة المستنصرية، وأوقف عليها أوقافًا كثيرة، وأنشأ فيها دار كتب. يمكن تصنيف المدرسة كواحدة من جامعات بغداد التاريخية الأربعة ( الجامعات الأخرى هي المستنصرية، البشيرية، والعصمتية)، إلا أنها لم تعد موجودة اليوم.